# Stazione di Keisei Nishifuna
La stazione di Keisei Nishifuna (京成西船駅?, Keisei Nishifuna-eki) è una stazione ferroviaria della città di Funabashi, nella prefettura di Chiba, in Giappone servente la linea principale Keisei delle ferrovie Keisei.

## Linee
Ferrovie Keisei
● Linea principale Keisei

## Struttura
La stazione è dotata di due binari passanti in superficie con due marciapiedi laterali collegati al fabbricato viaggiatori da scale e ascensori.
| 1 | ■ Linea principale Keisei | per Aoto, Nippori, Keisei Ueno per Oshiage, linea Asakusa e linea Keikyū principale |
| 2 | ■ Linea principale Keisei | per Funabashi, Narita Aeroporto e Keisei-Chiba                                      |

## Stazioni adiacenti
| «                                 | Servizio                | »                       |
| Linea Keisei principale           | Linea Keisei principale | Linea Keisei principale |
| --------------------------------- | ----------------------- | ----------------------- |
| Higashi-Nakayama                  | Locale                  | Kaijin                  |
| Tutti gli altri treni non fermano |                         |                         |